# (9220) Yoshidayama
(9220) Yoshidayama – planetoida z grupy pasa głównego asteroid okrążająca Słońce w ciągu 3 lat i 266 dni w średniej odległości 2,41 j.a. Została odkryta 15 grudnia 1995 roku w obserwatorium w Ōizumi przez Takao Kobayashiego. Nazwa planetoidy pochodzi od parku Yoshidayama, znajdującego się na wzgórzu w północno-wschodniej części Kioto. Przed nadaniem nazwy planetoida nosiła oznaczenie tymczasowe (9220) 1995 XL1.